# Charles Tait
Charles Tait est un réalisateur australien né le 15 novembre 1868 à Castlemaine (Australie), décédé le 27 juin 1933 à Melbourne (Australie).
Il est l'auteur historique du premier long métrage, son unique film The Story of the Kelly Gang, réalisé en 1906 sorti à l'Athenaeum Hall de Melbourne, le 24 décembre 1906. Ce film qui raconte l'histoire de Ned Kelly est le premier film de l'histoire à avoir dépassé une heure (70 min).

## Filmographie
| Année | Film                        | Credits   | Credits    |
| Année | Film                        | Directeur | Scénariste |
| ----- | --------------------------- | --------- | ---------- |
| 1906  | The Story of the Kelly Gang | Oui       | Oui        |